# El general Naranjo
El general Naranjo es una serie de televisión biográfica colombiana creada por Anita de Hoyos y producida por Fox Telecolombia basada en el libro El general de las mil batallas escrito por Julio Sánchez Cristo.  La serie gira en torno a Óscar Naranjo (Christian Meier), un general colombiano que fue muy influyente en poner fin al narcotráfico en Colombia e intentar acabar con Pablo Escobar y su ejército de criminales. Se estrenó en América Latina el 24 de mayo de 2019 en Fox Premium Series, y durante su estreno Fox lanzó los episodios completos a través de su aplicación de suscripción. Por tanto, las temporadas completas se pueden ver todas por suscripción, mientras que Fox emite un episodio en televisión cada viernes, excepto para la segunda temporada, que emitió el último episodio un sábado.
Consta de 52 episodios emitidos, está dividida en 3 temporadas, que fueron filmadas consecutivamente. La primera temporada cuenta sobre los comienzos de Óscar Naranjo en la policía y se centra en la lucha contra el Cartel de Medellín. La segunda temporada se centra en cómo ascendía en la institución policial, y toda la estrategia que utilizó para detener al Cartel de Cali y al Cartel del Norte del Valle, quienes mantenían un perfil más bajo y eran mucho más inteligentes y menos impulsivos. Mientras que la tercera temporada continúa el conflicto con las FARC-EP contra las AUC, y el papel de Naranjo en el acuerdo de paz entre el gobierno de Juan Manuel Santos y las FARC-EP.
En Colombia, la serie se estrenó el 15 de abril de 2020 en Caracol Televisión, transmitiéndose de lunes a viernes.

## Reparto

### Reparto principal
- Christian Meier como General Óscar Naranjo
- Julián Román como El Liso[7]
- Juliana Galvis como Claudia Luque[8]
- Diego Cadavid como Teniente Héctor Talero[8]
- Laura Ramos como Rita Cienfuegos[9]
- Viña Machado como Esperanza[8]
- Federico Rivera como Pablo Escobar[8]
- Andrés Toro como Gustavo Gaviria Rivero[9]
- Walter Luengas como Gonzalo Rodríguez Gacha «El Mexicano»[10]
- Juan Pablo Shuk como Gilberto Rodríguez Orejuela[8]
- Juan Pablo Franco como Miguel Rodríguez Orejuela[9]
- Aldemar Correa como Teniente Fonseca[9]
- Brian Moreno como Agente Bustamante
- Carlos Manuel Vesga como Sargento Andrade[8]
- Jason Chad como Agente White[9]

### Reparto recurrente
- Saín Castro como General Luque[9]
- Roberto Guillermo Blanco como Juan David Naranjo[9]
- Joavany Álvarez como General Sarmiento[9]
- David Ojalvo como Jones[9]
- Alejandro Gutiérrez como Jorge Luis Ochoa[9]
- Alejandro Tamayo como Carlos Castaño[9]
- Mauro Mauad como Amado Carrillo[9]
- Maruia Shelton como La Canciller[9]
- Adriana Arango como Elizabeth Montoya «La Monita Retrechera»[9]
- Orlando Valenzuela como Coronel Jaime Ramírez Gómez[9]
- Alberto Saavedra como Guillermo Cano Isaza[9]
- Jimmy Vásquez como César Gaviria Trujillo[9]
- Ernesto Benjumea como Belisario Betancur[9]
- Carlos Mariño como Carlos Lehder[9]
- Pedro Mogollón como Misael Pastrana Borrero[9]
- Juan Carlos Arango como General Miguel Maza Márquez[9]
- Jorge Silva Melo como Luis Carlos Galán[11]
- Diana Hoyos como Valentina Montoya[12]
- Tatiana Ariza como Johana Martínez[13]

- Hugo Alberto Medina como Alias Matón

## Episodios

### Temporadas
| Temporada | Temporada | Episodios | Episodios | Lanzamiento original    | Lanzamiento original    |
| --------- | --------- | --------- | --------- | ----------------------- | ----------------------- |
|           | 1         | 13        | 13        | 24 de mayo de 2019      | 24 de mayo de 2019      |
|           | 2         | 24        | 24        | 15 de noviembre de 2019 | 15 de noviembre de 2019 |
|           | 3         | 15        | 15        | 1 de julio de 2020      | 1 de julio de 2020      |

### Primera temporada
| N.º en serie | N.º en temp. | Título        | Fecha de lanzamiento original |
| --- | ------------ | ------------- | ----------------------------- |
| 1 | 1            | «Episodio 1»  | 24 de mayo de 2019            |
| En 1986, el Capitán Naranjo interroga a dos prisioneros en la prisión de Baton Rouge sobre el asesinato de su amigo y mentor, el sargento Cuevas, quien fue asesinado en un robo orquestado por El Liso, un ladrón que trabaja para Pablo Escobar.                                                                                            |              |               |                               |
| 2 | 2            | «Episodio 2»  | 24 de mayo de 2019            |
| Naranjo y Talero persiguen a El Liso y a sus hombres responsables de la muerte de Cuevas. Por otro lado, Escobar y Gacha llevan a cabo un plan para deshacerse de Orlando, un traficante que les dificulta la vida. |              |               |                               |
| 3 | 3            | «Episodio 3»  | 24 de mayo de 2019            |
| El Liso es torturado por Escobar por hacer las cosas mal. Mientras tanto, Escobar demuestra su intenso deseo de entrar en la política. |              |               |                               |
| 4 | 4            | «Episodio 4»  | 24 de mayo de 2019            |
| Naranjo cree que El Liso está muerto, y esto le servirá a El Liso para comenzar a ayudar a Escobar con su carrera en la política. Mientras tanto, el coronel Luque, suegro de Naranjo, comienza a descubrir la verdad sobre Óscar. |              |               |                               |
| 5 | 5            | «Episodio 5»  | 24 de mayo de 2019            |
| Claudia descubre cómo sucedió realmente la supuesta infidelidad de Naranjo con Zaida, y formalizan su relación nuevamente con él. Mientras tanto, nace el movimiento «MAS», que aterroriza a la sociedad con muertes y secuestros. |              |               |                               |
| 6 | 6            | «Episodio 6»  | 24 de mayo de 2019            |
| Después de su rápido ascenso en la política, Escobar logra obtener un puesto en el gobierno. Naranjo se casa con Claudia, comienza sus cursos en la DEA y conoce a Rita Cienfuegos. Por otro lado, el G-31 se reúne con el presidente para hablar sobre el acuerdo de paz.                                                                    |              |               |                               |
| 7 | 7            | «Episodio 7»  | 24 de mayo de 2019            |
| Naranjo se infiltra en Tranquilandia, desmantelando el laboratorio de cocaína más grande ante sus superiores y el gobierno. Escobar y Gacha planean actuar contra todos los políticos que los presionan. |              |               |                               |
| 8 | 8            | «Episodio 8»  | 24 de mayo de 2019            |
| Estalla una ola de violencia; Hay un ataque contra el ministro Lara en el que resulta asesinado y El Liso, por su cuenta, intenta matar a Naranjo en su propia casa. La guerra contra los carteles se intensifica, Ochoa y Abadía son arrestados. Naranjo descubre la relación entre el agente de la DEA White y Wendy, una espía de Escobar. |              |               |                               |
| 9 | 9            | «Episodio 9»  | 24 de mayo de 2019            |
| Larry Bean, un informante de la DEA, delata a Escobar y Gustavo Gaviria, pero Wendy lo descubre e informa a Escobar, quien lo manda a eliminar. Rita Cienfuegos salva a Naranjo en el operativo en busca de Larry. Escobar declara la guerra los Magistrados.                                                                                 |              |               |                               |
| 10 | 10           | «Episodio 10» | 24 de mayo de 2019            |
| Naranjo refuerza la seguridad del palacio de justicia tras la ola de violencia contra jueces y magistrados. Gustavo amenaza al Liso pues no confía él. Talero va a Medellín para hallar respuestas y Escobar se une al G31 para atacar el Palacio de Justicia.                                                                                |              |               |                               |
| 11 | 11           | «Episodio 11» | 24 de mayo de 2019            |
| En Medellín, Naranjo obliga al coronel Cifuentes a llamar a Escobar para que liberen a Talero con la amenaza de revelar sus nexos con el narcotraficante. El Liso hace una investigación al interior del Palacio de Justicia para planear el atentado.                                                                                        |              |               |                               |
| 12 | 12           | «Episodio 12» | 24 de mayo de 2019            |
| Naranjo es invitado a la Embajada de Estados Unidos, donde logra contactar a la embajadora para pedirle ayuda a su gobierno en la lucha contra el narcotráfico. Por otro lado, el Liso hace desaparecer las pruebas que pueden vincularlo al atentado.                                                                                        |              |               |                               |
| 13 | 13           | «Episodio 13» | 24 de mayo de 2019            |
| La toma del Palacio de Justicia a manos del G31 se descontrola en la batalla entre los subversivos y las fuerzas militares. Naranjo reconoce al Liso como uno de los atacantes, Talero es abaleado, y Claudia da a luz junto a Esperanza en medio del caos.                                                                                   |              |               |                               |

### Segunda temporada
| N.º en serie | N.º en temp. | Título        | Fecha de lanzamiento original |
| ------------ | ------------ | ------------- | ----------------------------- |
| 14           | 1            | «Episodio 1»  | 15 de noviembre de 2019       |
| 15           | 2            | «Episodio 2»  | 15 de noviembre de 2019       |
| 16           | 3            | «Episodio 3»  | 15 de noviembre de 2019       |
| 17           | 4            | «Episodio 4»  | 15 de noviembre de 2019       |
| 18           | 5            | «Episodio 5»  | 15 de noviembre de 2019       |
| 19           | 6            | «Episodio 6»  | 15 de noviembre de 2019       |
| 20           | 7            | «Episodio 7»  | 15 de noviembre de 2019       |
| 21           | 8            | «Episodio 8»  | 15 de noviembre de 2019       |
| 22           | 9            | «Episodio 9»  | 15 de noviembre de 2019       |
| 23           | 10           | «Episodio 10» | 15 de noviembre de 2019       |
| 24           | 11           | «Episodio 11» | 15 de noviembre de 2019       |
| 25           | 12           | «Episodio 12» | 15 de noviembre de 2019       |
| 26           | 13           | «Episodio 13» | 15 de noviembre de 2019       |
| 27           | 14           | «Episodio 14» | 15 de noviembre de 2019       |
| 28           | 15           | «Episodio 15» | 15 de noviembre de 2019       |
| 29           | 16           | «Episodio 16» | 15 de noviembre de 2019       |
| 30           | 17           | «Episodio 17» | 15 de noviembre de 2019       |
| 31           | 18           | «Episodio 18» | 15 de noviembre de 2019       |
| 32           | 19           | «Episodio 19» | 15 de noviembre de 2019       |
| 33           | 20           | «Episodio 20» | 15 de noviembre de 2019       |
| 34           | 21           | «Episodio 21» | 15 de noviembre de 2019       |
| 35           | 22           | «Episodio 22» | 15 de noviembre de 2019       |
| 36           | 23           | «Episodio 23» | 15 de noviembre de 2019       |
| 37           | 24           | «Episodio 24» | 15 de noviembre de 2019       |

### Tercera temporada
| N.º en serie | N.º en temp. | Título        | Fecha de lanzamiento original |
| ------------ | ------------ | ------------- | ----------------------------- |
| 38           | 1            | «Episodio 1»  | 1 de julio de 2020            |
| 39           | 2            | «Episodio 2»  | 1 de julio de 2020            |
| 40           | 3            | «Episodio 3»  | 1 de julio de 2020            |
| 41           | 4            | «Episodio 4»  | 1 de julio de 2020            |
| 42           | 5            | «Episodio 5»  | 1 de julio de 2020            |
| 43           | 6            | «Episodio 6»  | 1 de julio de 2020            |
| 44           | 7            | «Episodio 7»  | 1 de julio de 2020            |
| 45           | 8            | «Episodio 8»  | 1 de julio de 2020            |
| 46           | 9            | «Episodio 9»  | 1 de julio de 2020            |
| 47           | 10           | «Episodio 10» | 1 de julio de 2020            |
| 48           | 11           | «Episodio 11» | 1 de julio de 2020            |
| 49           | 12           | «Episodio 12» | 1 de julio de 2020            |
| 50           | 13           | «Episodio 13» | 1 de julio de 2020            |
| 51           | 14           | «Episodio 14» | 1 de julio de 2020            |
| 52           | 15           | «Episodio 15» | 1 de julio de 2020            |

## Críticas
El General Naranjo recibió críticas mixtas de parte de los medios y los televidentes. La serie ha sido criticada por el propio Óscar Naranjo y por otros por sus imprecisiones históricas.